# Gerbilling

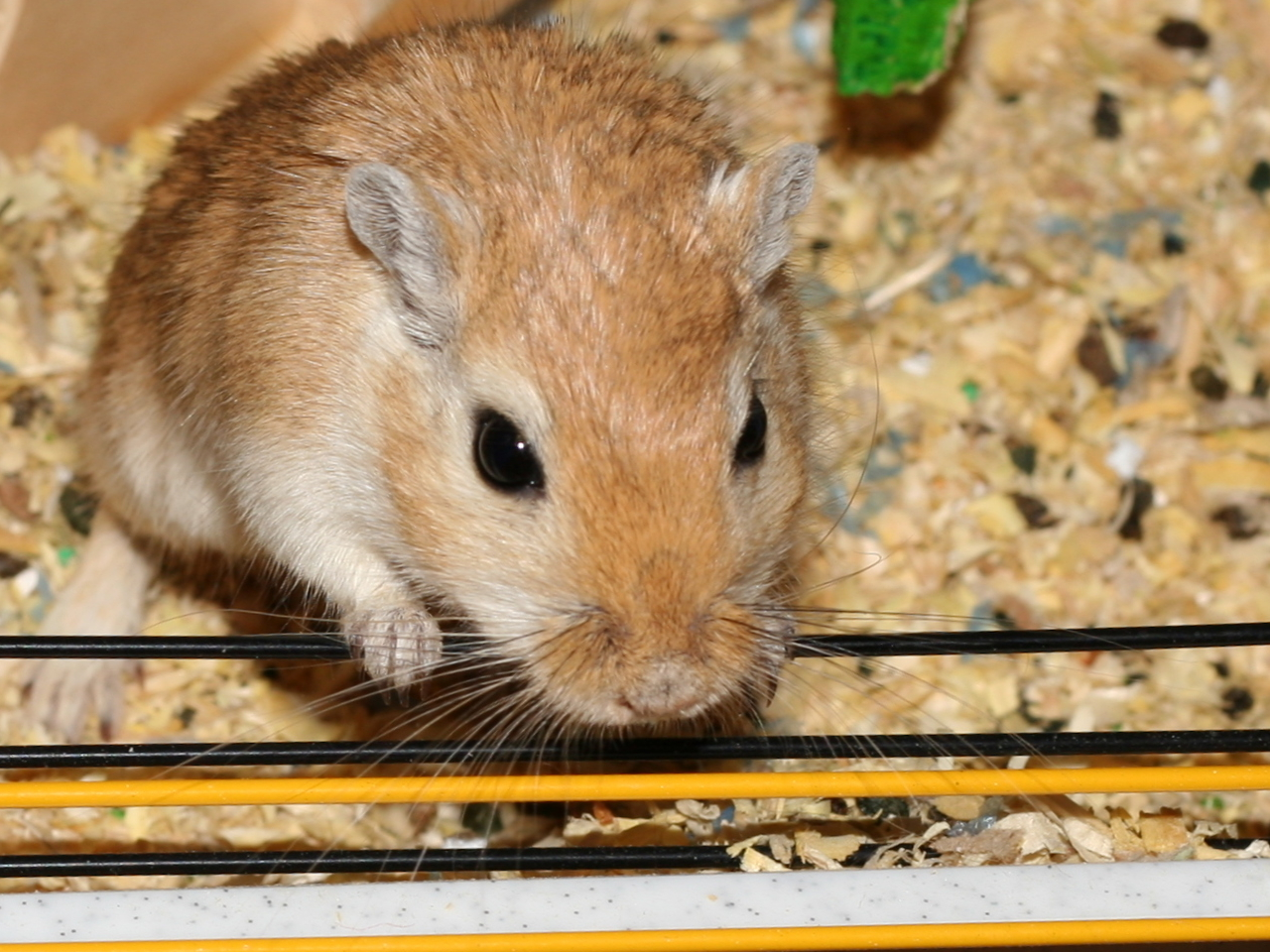
Une gerbille

Le gerbilling serait une pratique sexuelle consistant à insérer un rongeur, le plus souvent une gerbille, dans le rectum via un tube.
Une fausse dépêche de l'AFP, qui dérive elle-même d'une fausse dépêche de l'United Press International, circule sur Internet depuis le début des années 2000 et a créé une véritable légende urbaine autour de cette pratique.

## Dans la culture
- Dans l'épisode Le Camp de la mort de tolérance de South Park, M. Garrison insère, via un tube, une gerbille du nom de Lemmiwinks dans l'anus de M. Esclave devant ses élèves dans le but de se faire virer de l'école.
- Le rappeur Eminem y fait référence dans sa chanson Fack.
- Il existe une rumeur selon laquelle l'acteur Richard Gere aurait été admis aux urgences d'un hôpital de Los Angeles après une séance de gerbilling, afin de faire extraire la gerbille de son corps[3].
- En Pologne, l'historien Marek Jan Chodakiewicz a donné une conférence sur le sujet au centre Instytut Pamięci Narodowej[4],[5],[6].